# (3597) Kakkuri
(3597) Kakkuri est un astéroïde de la ceinture principale.

## Description
(3597) Kakkuri est un astéroïde de la ceinture principale. Il fut découvert le 15 octobre 1941 à Turku par Liisi Oterma. Il présente une orbite caractérisée par un demi-grand axe de 3,16 UA, une excentricité de 0,19 et une inclinaison de 2,5° par rapport à l'écliptique.

## Compléments